# 楊志龍
楊志龍（英語：Gino Yang，1976年—），暱稱阿龍（龍哥），台灣電影動作導演（指導）暨演員。
楊志龍出生於高雄，習武類型廣泛，從初期的跆拳道，到大學時期的柔道、中國摔角、合氣道、中國功夫與俄羅斯 Systema軍事格鬥。最早參與演出《17歲的天空》，後來開始協助演員訓練。目前主要從事電影、廣告、戲劇等動作指導與演出，在台灣、香港、日本、韓國、法國都有合作經驗。

## 作品

### 電影
- 2021 月老
- 2020 驚夢49天
- 2016 健忘村（特技演員協助）
- 2016 我的完美女孩
- 2016 王牌御史（台灣動作協力）
- 2015 德布西森林
- 2015 天生不對
- 2015 六弄咖啡館
- 2015 我的少女時代
- 2015 失控謊言
- 2015 神秘家族
- 2014 宅女桂香（台灣動作協力）
- 2014 青田街 1 號（台灣動作協力）
- 2014 沈默 （特技演員協助）
- 2014 等一個人的咖啡
- 2014 風中家族
- 我的澎湖灣
- 太平輪（台灣動作協力）
- LUCY 盧貝松（台灣動作協力拍攝）
- KANO
- 愛情無全順
- 天台（台灣動作協力）
- 變身
- 女孩壞壞
- 痞子英雄 電影首部曲
- 那些年，我們一起追的女孩
- 寶島大爆走
- 聽見下雨的聲音
- 十七歲的天空（演出）
- 國士無雙（動作訓練協助）

### 戲劇
- 植劇場 積木之家(師公 陳三)
- 旋風保鏢（校花的貼身保鑣）
- 超級夥伴
- 照亮我星球
- GTO
- 家有菲菲
- 王子看見2公主
- 桃花小妹
- 落日
- 地獄里長(殺手龍伯)

### MV
- 所以我停下來
- 破夜斬
- 暮沉武德殿
- 路過人間

## 外部連結
- 楊志龍在香港影庫上的簡介
- 楊志龍在台灣電影網上的資料（繁體中文）